# Kevin Durand
Kevin Serge Durand (Thunder Bay, 14 gennaio 1974) è un attore canadese.

## Biografia
Nato nell'Ontario ha studiato alla St. Ignatius High School. Il suo debutto cinematografico risale al 1999 con Austin Powers - La spia che ci provava, nello stesso anno recita in Mistery, Alaska dove ricopre il ruolo di Tree Lane, da quel momento Tree (che significa Albero) diventa il suo soprannome, anche a causa della sua altezza, infatti l'attore è alto ben 1,98 metri. Negli anni seguenti partecipa a diverse produzioni televisive come ad un episodio di E.R. - Medici in prima linea e a diversi episodi di Stargate SG-1, dove interpreta Zipacna. Ma l'attore è soprattutto noto per il ruolo di Joshua in Dark Angel.
Nel 2004 recita in tre film, The Butterfly Effect, Scooby-Doo 2 - Mostri scatenati e A testa alta. Nel 2006 recita in Smokin' Aces mentre l'anno successivo ottiene un piccolo ruolo in Quel treno per Yuma e nel film real steel, Nel 2008 è apparso nella quarta stagione di Lost nel ruolo di Martin Keamy e ha ripreso questo ruolo nel 2010 per la sesta e ultima stagione della serie. Nel 2008 recita in Winged Creatures - Il giorno del destino e ottiene, nel 2009 e nel 2010, dei ruoli in X-Men le origini - Wolverine, Legion e Robin Hood. Dal 2014 al 2017 ha interpretato il ruolo principale di Vasiliy Fet nella serie televisiva The Strain. Nel 2024 interpreta il malvagio e tirannico dittatore Proximus Cesare nel film Il regno del pianeta delle scimmie di Wes Ball.

## Filmografia

### Cinema
- Austin Powers - La spia che ci provava (Austin Powers: The Spy Who Shagged Me), regia di Jay Roach (1999)
- Mistery, Alaska, regia di Jay Roach (1999)
- Un poliziotto a 4 zampe 3 (K-9: P.I.), regia di Joel Bergvall (2002)
- The Butterfly Effect, regia di Eric Bress e J. Mackye Gruber (2004)
- Scooby-Doo 2 - Mostri scatenati (Scooby Doo 2: Monsters Unleashed), regia di Raja Gosnell (2004)
- A testa alta (Walking Tall), regia di Kevin Bray (2004)
- FBI: Operazione tata (Big Momma's House 2), regia di John Whitesell (2006)
- Smokin' Aces, regia di Joe Carnahan (2006)
- Svalvolati on the road (Wild Hogs), regia di Walt Becker (2007)
- Quel treno per Yuma (3:10 to Yuma), regia di James Mangold (2007)
- The Echo, regia di Yam Laranas (2008)
- Winged Creatures - Il giorno del destino (Winged Creatures), regia di Rowan Woods (2008)
- Otis E., regia di Jeff Daniel Phillips (2008)
- X-Men le origini - Wolverine (X-Men Origins: Wolverine), regia di Gavin Hood (2009)
- Legion, regia di Scott Stewart (2010)
- Robin Hood, regia di Ridley Scott (2010)
- Sono il Numero Quattro (I Am Number Four), regia di D.J. Caruso (2011)
- Real Steel, regia di Shawn Levy (2011)
- Citizen Gangster, regia di Nathan Morlando (2011)
- Cosmopolis, regia di David Cronenberg (2012)
- Resident Evil: Retribution, regia di Paul W. S. Anderson (2012)
- A Dark Truth - Un'oscura verità (A Dark Truth), regia di Damian Lee (2012)
- Prossima fermata Fruitvale Station (Fruitvale Station), regia di Ryan Coogler (2013)
- Shadowhunters - Città di ossa (The Mortal Instruments: City of Bones), regia di Harald Zwart (2013)
- Devil's Knot - Fino a prova contraria (Devil's Knot), regia di Atom Egoyan (2013)
- Storia d'inverno (Winter's Tale), regia di Akiva Goldsman (2014)
- Noah, regia di Darren Aronofsky (2014)
- The Captive - Scomparsa (The Captive), regia di Atom Egoyan (2014)
- Garm Wars - L'ultimo druido (Garm Wars: The Last Druid), regia di Mamoru Oshii (2014)
- Caccia al mostro (Dark Was the Night) , regia di Jack Heller (2014)
- Tragedy Girls, regia di Tyler MacIntyre (2017)
- Bigger, regia di George Gallo (2018)
- Take Point, regia di Byung-woo Kim (2018)
- Primal - Istinto animale (Primal), regia di Nick Powell (2019)
- Il regno del pianeta delle scimmie (Kingdom of the Planet of the Apes), regia di Wes Ball (2024)
- Abigail, regia di Matt Bettinelli-Olpin e Tyler Gillett (2024)
- Una pallottola spuntata (The Naked Gun), regia di Akiva Schaffer (2025)

### Televisione
- E.R. - Medici in prima linea (ER) – serie TV, episodio 7x03 (2000)
- Beggars and Choosers – serie TV, episodi 2x08-2x13-2x17 (2000-2001)
- Stargate SG-1 – serie TV, episodi 3x15-5x15-5x16 (2000-2002)
- Dark Angel – serie TV, 21 episodi (2001-2002)
- Andromeda – serie TV, episodi 1x16-5x17 (2001-2005)
- Touching Evil – serie TV, 12 episodi (2004)
- CSI - Scena del crimine (CSI: Crime Scene Investigation) – serie TV, episodio 6x10 (2005)
- The Dead Zone – serie TV, episodio 5x03 (2006)
- Senza traccia (Without a Trace) – serie TV, episodio 5x05 (2006)
- CSI: Miami – serie TV, episodio 6x01 (2007)
- Shark - Giustizia a tutti i costi (Shark) – serie TV, episodio 2x06 (2007)
- Lost – serie TV, 11 episodi (2008-2010)
- Republic of Doyle – serie TV, episodio 3x01 (2012)
- The Strain – serie TV, 41 episodi (2014-2017)
- Vikings – serie TV, 6 episodi (2015-2016)
- Trial & Error – serie TV, 4 episodi (2017)
- Ballers – serie TV, 7 episodi (2018-2019)
- Swamp Thing – serie TV, 10 episodi (2019)
- Wu Assassins – serie TV, episodio 1x07 (2019)
- Locke & Key - serie TV (2021-2022)

## Doppiatori italiani
Nelle versioni in italiano delle opere in cui ha recitato, Kevin Durand è stato doppiato da:
- Francesco Prando in Shark - Giustizia a tutti i costi, Swamp Thing, Primal - Istinto animale, Abigail
- Fabrizio Pucci in Dark Angel, Garm Wars - L'ultimo druido
- Gaetano Varcasia in Touching Evil, Sono il Numero Quattro
- Alberto Bognanni in Svalvolati on the road, Robin Hood
- Simone Mori in Mistery, Alaska,  Locke and Key
- Paolo Sesana in Un poliziotto a 4 zampe 3
- Mario Bombardieri in Scooby Doo 2 - Mostri scatenati
- Alessandro Ballico in Smokin' Aces
- Gianluca Machelli in CSI - Scena del crimine
- Enrico Di Troia in Quel treno per Yuma
- Roberto Certomà in CSI: Miami
- Michele D'Anca in Lost (st. 4)
- Tony Sansone in X-Men le origini - Wolverine
- Vittorio De Angelis in Legion
- Fabrizio Russotto in Lost (st. 6)
- Stefano Benassi in Real Steel
- Loris Loddi in Cosmopolis
- Alessio Cigliano in Caccia al mostro
- Paolo Marchese in Resident Evil: Retribution
- Massimiliano Virgilii in A Dark Truth - Un'oscura verità
- Luca Biagini in Prossima fermata Fruitvale Station
- Massimo De Ambrosis in Shadowhunters - Città di ossa
- Gianluca Tusco in Devil's Knot - Fino a prova contraria
- Francesco Meoni in Storia d'inverno
- Roberto Accornero in The Captive - Scomparsa
- Massimo Bitossi in The Strain
- Mario Zucca in Vikings
- Stefano Thermes in Trial & Error
- Alessandro Budroni in Ballers
- Carlo Scipioni ne Il regno del pianeta delle scimmie
- Gabriele Tacchi in Una pallottola spuntata